# Луїс Марін Бараона
Луїс Антоніо Марін Бараона (ісп. Luis Antonio Marín Barahona; нар. 13 квітня 1983, Сантьяго, Чилі) — чилійський футболіст, воротар клубу «Депортес Темуко».
Виступав, зокрема, за клуби «Аудакс Італьяно» та «Палестіно», а також національну збірну Чилі.

## Клубна кар'єра
У дорослому футболі дебютував 2003 року виступами за команду клубу «Аудакс Італьяно», в якій провів три сезони.
Своєю грою за цю команду привернув увагу представників тренерського штабу клубу «Лота Швагер», до складу якого приєднався 2007 року.
2008 року уклав контракт з клубом «Уніон Еспаньйола», у складі якого провів наступні два роки своєї кар'єри гравця.
З 2011 року два сезони захищав кольори команди клубу «О'Хіггінс». З 2013 року один сезон грав «Універсідад де Чилі».
Протягом 2015 року виступав у США у складі «Спортінг Канзас-Сіті». З 2015 року один сезон захищав кольори команди клубу «Палестіно».
До складу клубу «Депортес Темуко» приєднався 2016 року.

## Виступи за збірну
2010 року дебютував в офіційних матчах у складі національної збірної Чилі. Провів у формі головної команди країни 8 матчів.
У складі збірної був учасником чемпіонату світу 2010 року у ПАР.